# Laser Squad
Laser Squad (с англ. — «Лазерный Отряд») — компьютерная игра в жанре пошаговая тактика, выпущенная для ZX Spectrum в 1988 году и затем портированная на Commodore 64, Amstrad CPC, MSX, Amiga, Atari ST и DOS. Игра разработана Target Games (Джулианом Голлопом) и издана Blade Software. В игре были использованы и расширены идеи игр Rebelstar и Rebelstar II.
Laser Squad была положительно воспринята рынком; она заняла 16-ю строку в рейтинге Your Sinclair Readers Top 100 и 90-ю в CRASH Top 100. Влияние игры можно увидеть в серии X-COM и в игре Laser Squad Nemesis (2002). Mythos Games в 1990 году выпустила игру Lords of Chaos, во многом похожую на Laser Squad, но выполненную в фантазийном сеттинге.

## Сценарии
1. The Assassins
2. Moonbase Assault
3. Rescue From The Mines
4. The Cyber Hordes
5. Paradise Valley
6. The Stardrive
7. Laser Platoon

Первоначальный выпуск от разработчиков предлагал три сценария, по почте можно было заказать пакет расширения с ещё двумя. В версию для издания Blade Software были включены все эти пять сценариев, и по почте уже можно было заказать расширение с последними двумя.

## Оценки

### Принятие
| Иноязычные издания    | Иноязычные издания                                               | Иноязычные издания                                               | Иноязычные издания                                               | Иноязычные издания                                               |
| Издание               | Оценка                                                           | Оценка                                                           | Оценка                                                           | Оценка                                                           |
| Издание               | Amiga                                                            | Commodore 64                                                     | PC                                                               | ZX Spectrum                                                      |
| --------------------- | ---------------------------------------------------------------- | ---------------------------------------------------------------- | ---------------------------------------------------------------- | ---------------------------------------------------------------- |
| Amiga Format          | 93 %                                                             |                                                                  |                                                                  |                                                                  |
| Crash                 |                                                                  |                                                                  |                                                                  | 89/100                                                           |
| MicroHobby            |                                                                  |                                                                  |                                                                  | 65 %                                                             |
| Sinclair User         |                                                                  |                                                                  |                                                                  | 89/100                                                           |
| Your Sinclair         |                                                                  |                                                                  |                                                                  | 9/10                                                             |
| Zzap!64               |                                                                  | 83 %                                                             |                                                                  |                                                                  |
| Русскоязычные издания |                                                                  |                                                                  |                                                                  |                                                                  |
| Издание               | Оценка                                                           | Оценка                                                           | Оценка                                                           | Оценка                                                           |
| Издание               | Amiga                                                            | Commodore 64                                                     | PC                                                               | ZX Spectrum                                                      |
| Game.EXE              |                                                                  |                                                                  | 4,1/5                                                            |                                                                  |
| Награды               |                                                                  |                                                                  |                                                                  |                                                                  |
| Издание               | Награда                                                          | Награда                                                          | Награда                                                          | Награда                                                          |
| Your Sinclair, 1993   | 16-е место в рейтинге лучших игр всех времён по версии читателей | 16-е место в рейтинге лучших игр всех времён по версии читателей | 16-е место в рейтинге лучших игр всех времён по версии читателей | 16-е место в рейтинге лучших игр всех времён по версии читателей |

### Награды
- Laser Squad вошёл 25-м в список лучших игр Amiga от Amiga Power[англ.] в 1991 году[9].